# Top 100 Brasil
Brasil Hot 100 Airplay là bảng xếp hạng đĩa đơn chính thức tại Brasil, được biên soạn bởi Crowley Broadcast Analysis và công bố vị trí xếp hạng hàng tháng của Billboard Brasil kể từ ngày phát hành tạp chí này vào tháng 10 năm 2009.
Brasil Hot 100 Airplay có tất cả là 100 vị trí xếp hạng, dành cho các đĩa đơn xuất sắc nhất trong vùng quốc gia Brasil và quốc tế, có rất nhiều thể loại nhạc đa dạng trên bảng xếp hạng này, được tính dựa trên tổng số các vụ thi hành kiểm tra trong thời gian chỉ định và các mạng lưới trạm cơ sở của Crowley, giám sát 256 đài phát thanh đặt tại các trạm lưới điện trên toàn quốc, được thực hiện từ thứ hai đến thứ sáu vào lúc 7 giờ sáng đến 7 giờ tối. Mạng lưới điện này bao gồm các thành phố như São Paulo, Rio de Janeiro, Brasília, Campinas, Ribeirão Preto, Belo Horizonte, Curitiba, Porto Alegre, Recife và Salvador.
Bài hát đầu tiên giành được vị trí số một trên bảng xếp hạng là "Halo" của Beyonce.